# William Henry Jackson

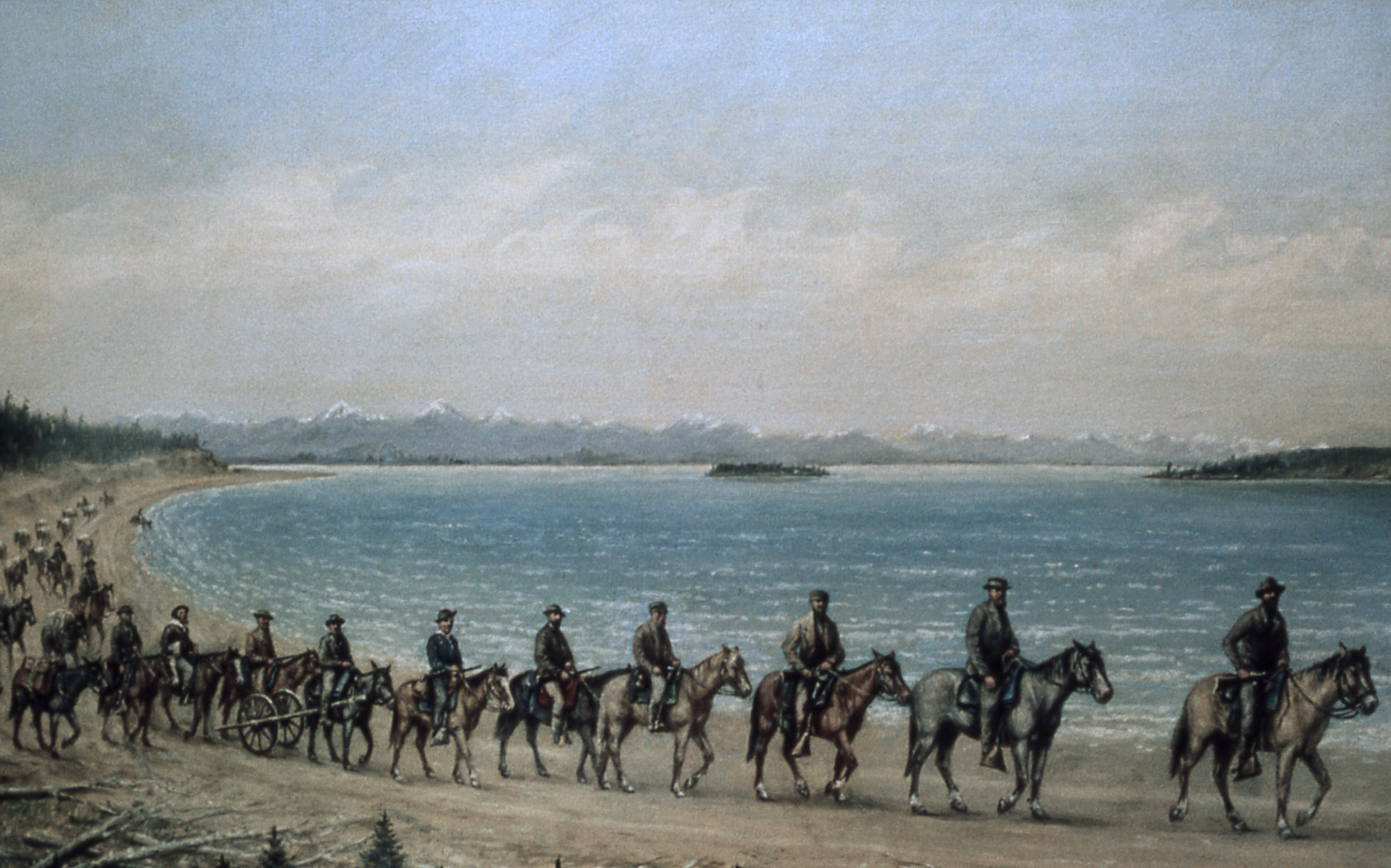
William Henry Jackson: Haydenova geologická expedice, Yellowstonský národní park, 1871, malba

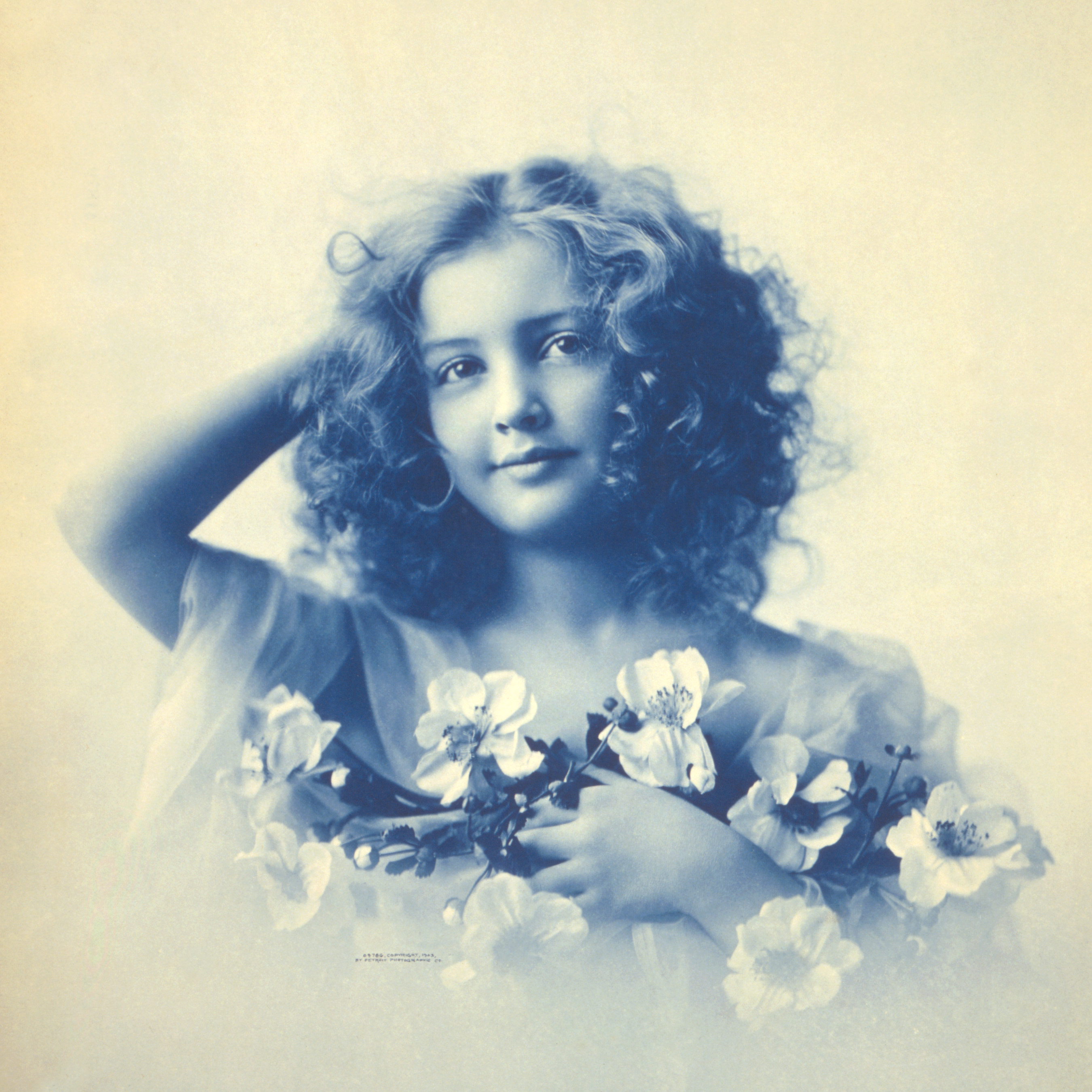
Editha, kyanotypie, 40,5x50,5 cm, 1903

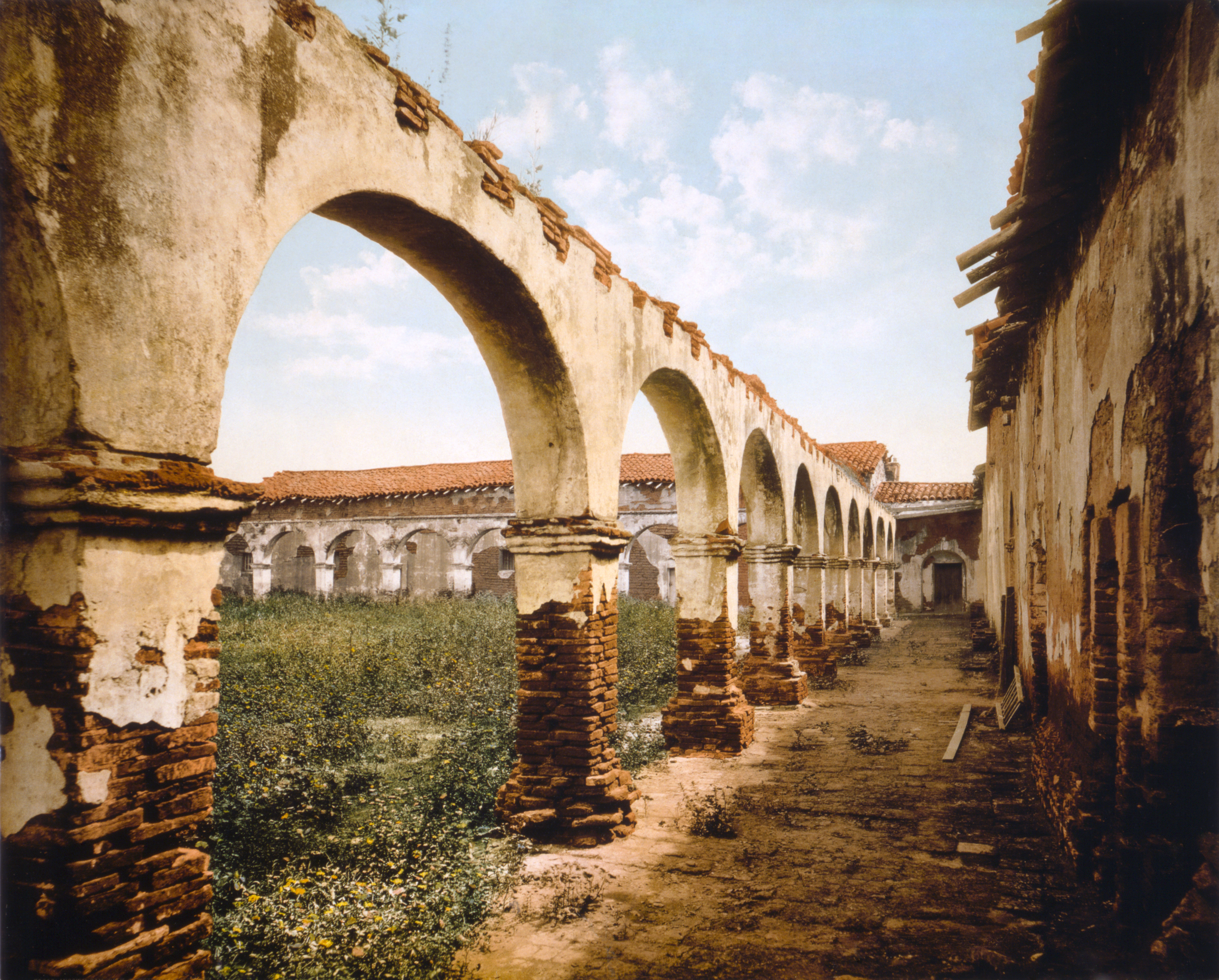
Misie San Juan Capistrano, fotochrom, asi 1899

William Henry Jackson (4. dubna 1843 Keeseville, New York – 30. června 1942) byl americký malíř, fotograf a cestovatel. Fotografoval události z občanské války, geologických průzkumů, stal se známým svými fotografiemi z amerického západu. Byl příbuzným Samuela Wilsona který se stal národním symbolem Ameriky jako Strýček Sam.

## Mládí
Jackson se narodil v Keeseville 4. dubna 1843 jako první ze sedmi dětí Georgi Hallocku Jacksonovi a talentované malířky Harriet Marii Allenové. Malba byla jeho vášní od velmi mladého věku. Již v 19. letech se stal nadaným umělcem své doby - před americkou občanskou válkou; Orson Squire Fowler jej popsal jako "vynikajícího malíře".
Mládí prožil v Troy v New Yorku a v Rutlandu ve Vermontu, v říjnu 1862 se Jackson připojil k vermonstské 12. pěší divizi. Velkou část svého volného času strávil kreslením výkresů svých přátel a výjevů ze života armády v táboře, které posílal domů své rodině aby věděli, že je v bezpečí. Později bojoval devět měsíců v Americké občanské válce, aktivně však pouze v jedné bitvě u Gettysburgu. Většinu turné střežil zásobovací kolonu. Jackson se pak vrátil do Rutland kde se jako malíř dostal do tvůrčí krize. Zasnoubil se se slečnou Carolinou Eastman, se kterou odešel do Vermontu na americkém západě.
V roce 1866 nastoupil Jackson na vlak železnice Union Pacific a cestoval až na konečnou stanici asi sto mil západně od Omahy v Nebrasce, kde pak nasedl do dalšího vlaku společnosti Oregon Trail a cestoval na západ až k Velkému solnému jezeru. V roce 1867 spolu se svým bratrem Edwardem Jacksonem se usadil v Omaze a založil vlastní fotografický podnik. U podniků, které často trvaly několik dní, Jackson „působil na indiány jako misionář“ v regionu Omaha tehdy udělal své později slavné fotografie domorodých amerických Indiánů: Osedžů, Otoů, Pónýů, Vinnebagů a Omahů.

## Kariéra fotografa
V roce 1869 Jackson získal pověření od Union Pacific Railroad dokumentovat scenérie podél jednotlivých tras železnice pro propagační účely. Když jeho práci objevil Ferdinand Hayden, muž který organizoval geologický průzkum oblasti Yellowstone, požádal jej, aby se k expedici připojil.
Následující rok dostal pozvánku na expedici podporovanou americkou vládou na průzkum řeky Yellowstone a Rocky Mountains, který vedl Ferdinand Hayden. Byl také členem Haydenova geologického průzkumu z roku 1871, který vedl k vytvoření a uznání Yellowstonského národního parku. Členem expedice byl také malíř Thomas Moran a dva umělci úzce spolupracující na dokumentu regionu Yellowstone. Haydenova expedice do značné míry objevovala neprozkoumané západní krajiny, popisovala planě rostoucí rostliny, faunu a geologické podmínky. Jackson jako oficiální fotograf zachytil první fotografie legendárních památek Západu. Tyto fotografie hrály důležitou roli při přesvědčování Kongresu v roce 1872 k založení Yellowstonského národního parku - prvního národního parku v USA Jeho spoluúčast na průzkumu Haydena mu pomohla získat pověst jednoho z nejdokonalejších průzkumníků amerického kontinentu. Mezi Haydenovými společníky byli ve skupině dále fotograf a malíř Jackson Thomas Moran, geolog George Allen, mineralog Albert Peale, místopisný znalec Henry Elliot, botanici a další vědci, kteří shromažďovali množství divoce žijících jedinců a dalších přírodopisných dat.

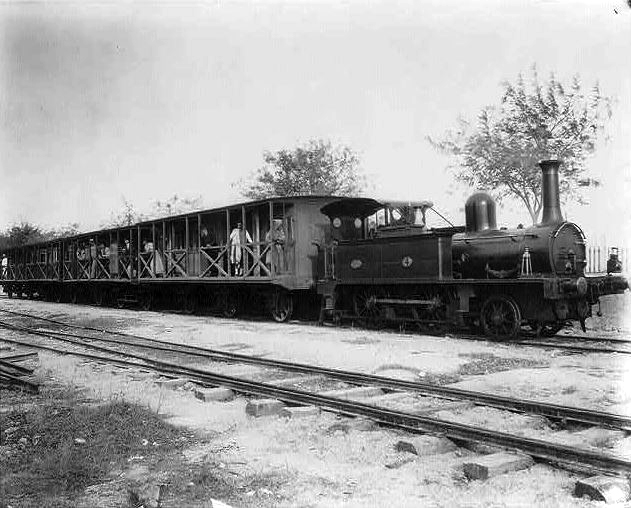
W. H. Jackson: Italský železniční vlak, Marsa, 1894

Jackson pracoval s několika typy kamer a deskami různých velikostí, a to za podmínek, které byly často neuvěřitelně obtížné. Jeho fotografie byly založeny na kolodiovém procesu, který vynalezl v roce 1848 a publikoval v roce 1851 Frederick Scott Archer. Jackson cestoval se třemi typy stereofotoaparátů (pro stereoskopické karty), deskové velkoforátové kamery, kamery na formát 8x10" a jeden ještě větší na desky 18x22". Tyto kamery fotografovaly na křehké a těžké skleněné desky, které musely být těsně před expozicí povrchově upraveny, exponovány a co nejrychleji vyvolány před uschnutím emulze. Jackson ještě neměl zařízení na měření intenzity osvětlení (expozimetr) ani na citlivost emulze, expoziční časy odhadoval mezi pěti sekundami a dvaceti minutami v závislosti na světelných podmínkách.
Příprava, expozice, vyvolání, ustálení, mytí a nakonec sušení jednoho obrázku mohlo zabrat i hodinu. Mytí desky ve vodě horké 70 °C snížilo dobu schnutí o více než polovinu, při použití vody z rozpuštěného sněhu a zahřáté jenom rukama zpracování podstatně zpomalilo. Fotografické vybavení neslo 5-7 mužů na zádech mul a puškami na ramenou (Siouxové stále ještě skalpovali) - Jacksonovy zkušenosti s indiány přišly proto velmi vhod. Množství skleněných desek a vybavení přenosné temné komory bylo na cestu omezeno podle váhy, tyto snímky byly pořízeny v primitivních cestovních a fyzicky náročných podmínkách. Jednou, když mula ztratila půdu pod nohama, Jackson přišel o měsíc své práce a musel se vracet do oblasti Rocky Mountain snímky znovu nasnímat. Jedním z nich byl slavný pohled na Horu Svatého Kříže (Mount of the Holy Cross).
I přes zpoždění a mnohé nezdary se Jackson vrátil z expedice s nezvratnými fotografickými důkazy o místech, které do té doby byly jen fantastickým mýtem: Grand Tetons, Old Faithful a zbytek Yellowstone, Skalnaté hory v Coloradu, Hora svatého kříže a nepřátelští indiáni kmene Ute. Jacksonovy fotografie Yellowstonu pomohly přesvědčit americký Kongres, aby z něj v březnu 1872 stanovil první Národní park.
Jackson vystavil fotografie a hliněné modely obydlí starověkých lidí Anasazi v Mesa Verde v Coloradu na výstavě konané v roce 1876 při stém výročí Philadelphie. Ve svých cestách pokračoval až do roku 1878. Pak založil vlastní fotografický ateliér v Denveru, Colorado. V roce 1881 spolupracoval s Frankem Rinehartem, kterému předal své vědomosti z oboro fotografování indiánů.
V roce 1893 byl pověřen fotografováním během světové státní výstavy v Columbii. Od roku 1890 do 1892 Jackson produkoval fotografie pro několik železničních společností (včetně Baltimore & Ohio RR a New York Central RR) a používal přitom skleněné negativy o rozměru 18×22 palců.
V roce 1893 byly jeho fotografie vystaveny firmou Baltimore and Ohio Railroad na světové Columbijské výstavě.
Od roku 1894 do 1896 byl členem a fotografem pro světovou dopravní komisi, vedenou Josephem Gladdingem Pangbornem, vydavatel pro železnice. Jackson pro něj pořídil více než 900 fotografií a ty jsou nyní součástí sbírky kongresové knihovny.

## Kariéra vydavatele
Jeho fotografie a zprávy byly publikovány v týdeníku Harper's. Po návratu do Denveru se začal věnovat vydavatelství, v roce 1897 prodal celou svou sbírku negativů včetně vlastních služeb společnosti Detroit Publishing (dříve nazývané Detroit Photographic Company, kterou vlastnil William A. Livingstone), posléze Společnost získala výhradní vlastnictví a práva k procesu fotochromu v Americe. Jackson nastoupil do společnosti v roce 1898 jako prezident a s sebou přinesl odhadem 10 000 negativů - základ společnosti a jejích fotografických archivů -, ze kterých se vyrábělo vše od fotografických pohlednic až po mamutí panoramata.
V roce 1903 se Jackson stal ředitelem společnosti a začal mít tak méně času na cestování a fotografování. V roce 1905 společnost změnila své jméno z Detroit Photographic Co. na Detroit Publishing Co.
Na začátku první dekády 20. století vydavatelská firma rozšířila své archivy, zahrnovala fotografické kopie uměleckých děl, které se staly populárními vzdělávacím prostředkem stejně jako levná dekorací bytů.

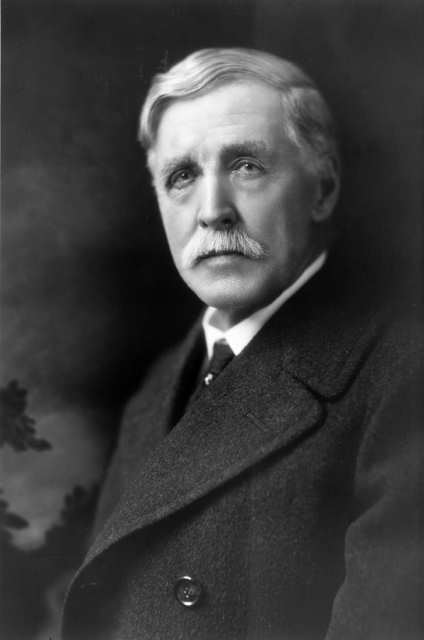
Jackson ve stáří

Během svého vrcholu společnost Detroit Publishing disponovalo celkem 40 000 negativy pro svou vydavatelskou činnost a mělo prodej sedmi milionů výtisků ročně. Obchodní cestující, katalogy zásilkového obchodu, a několik maloobchodních prodejen agresivně prodávalo výrobky společnosti. Společnost mělo několik prodejen - v Detroitu, New Yorku, Los Angeles, Londýně a Curychu, a také prodávalo své obrazy v populárních turistických místech a posílalo poštou. Na vrcholu úspěchu firma zaměstnávala zhruba čtyřicet řemeslníků a tucet nebo více obchodních cestující. V úspěšném roce zveřejnila odhadem sedm milionů printů.
Během první světové války prodej fotografií a pohlednic klesl, negativní vliv mělo také zavedení nových a levnějších metod tisku u konkurenčních firem. Detroitské nakladatelství šlo do konkurzu v roce 1924 a v roce 1932 byla zlikvidována aktiva společnosti.
Dnes jsou Jacksonovy fotografie umístěny v americké kongresové knihovně. Tato kolekce fotografií obsahuje více než 25 000 skleněných negativů a transparentních fólií spolu s přibližně 300 barevnými fotolitografickými tisky, většinou z oblasti východních Spojených států. Jacksonova sbírka (Jackson/Detroit collection) také obsahuje menší počet 900 desek z mamutího fotoaparátu, které byly pořízeny na několika tratích ve Spojených státech a Mexiku v 80. a 90. letech 19. století. Sbírka také zahrnuje pohledy z Kalifornie, Wyoming a kanadských hor Rockie mountains. Takzvaný „mamutí fotoaparát“ umožňoval používat citlivé desky, které byly obvykle o rozměrech 18 - 21 palců, ale velikost se měnila v rozmezí od 15 do 18 palců až po rozměry 22 - 25 palců.
V roce 1936 Edsel Ford za pomoci svého otce Henryho Forda koupil 40 000 Jacksonových negativů z pozůstalosti Livingstone pro Edison Institute známý dnes jako Greenfield Village v Dearborn, Michigan. Nakonec byly Jacksonovy negativy rozděleny mezi Coloradskou historickou společnost (pohledy na západ od Mississippi) a Knihovnu Kongresu Prints and Photographs Division (všechny ostatní pohledy).

## Pozdější život
Jackson se přestěhoval do Washingtonu v roce 1924 a pracoval na nástěnných malbách ze Starého Západu pro novou budovu amerického Ministerstva vnitra. Dělal také technického poradce pro natáčení filmu Gone with the Wind.
Zemřel v roce 1942 ve věku 99 let v New Yorku. Byl poctěn klubem Explorer za jeho 80 000 fotografií amerického západu. Jeho jméno nese parník SS William H. Jackson, který sloužil v roce 1945. Je uznáván jako jeden z posledních žijících veteránů občanské války, byl pohřben na Arlingtonském národním hřbitově.
Je po něm pojmenována hora Mount Jackson severně od řeky Madison River, v Gallatin Range v Yellowstonské parku.

## Galerie

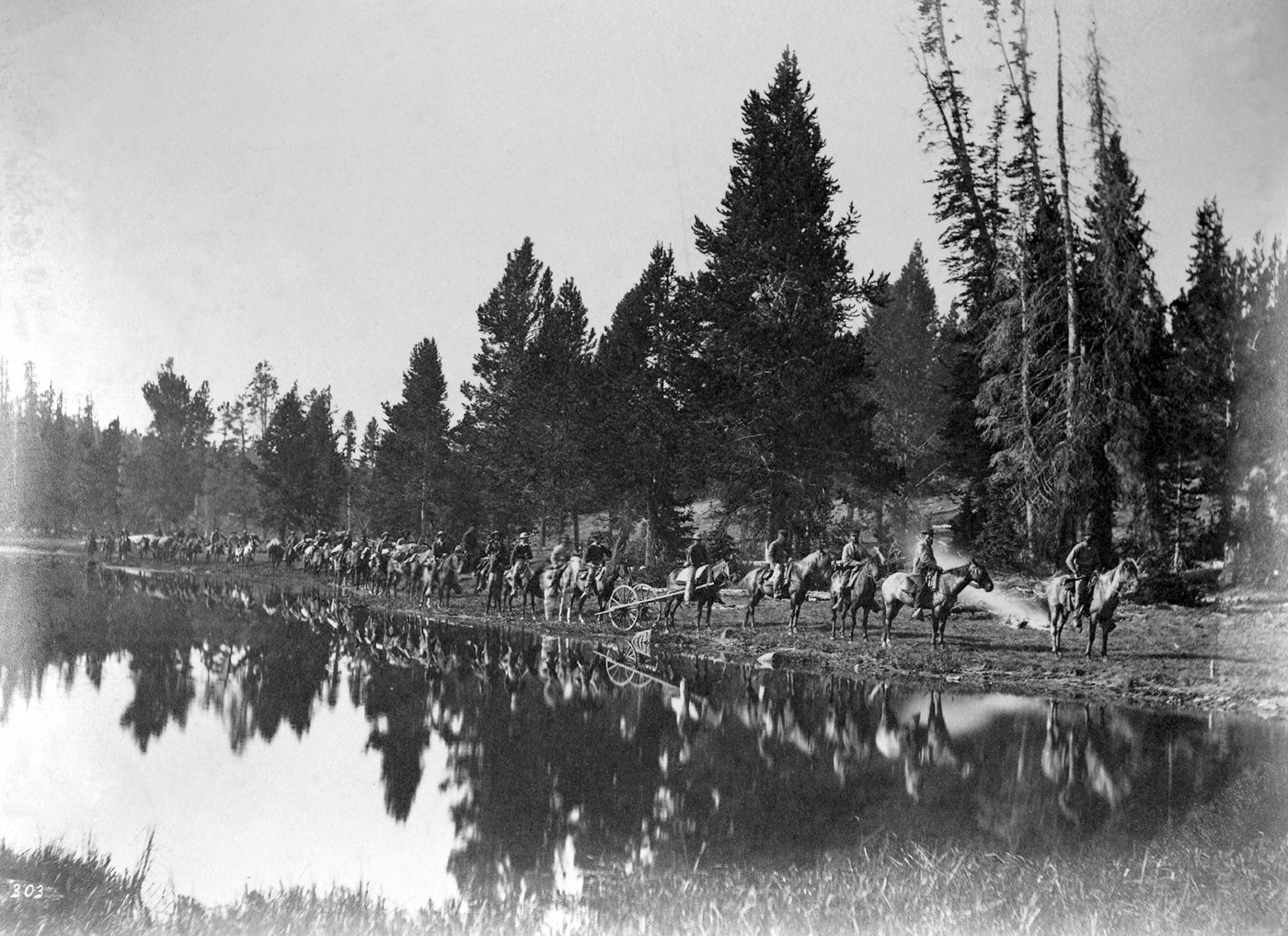
Geologická expedice Ferdinanda Haydena, Wyoming, 1871
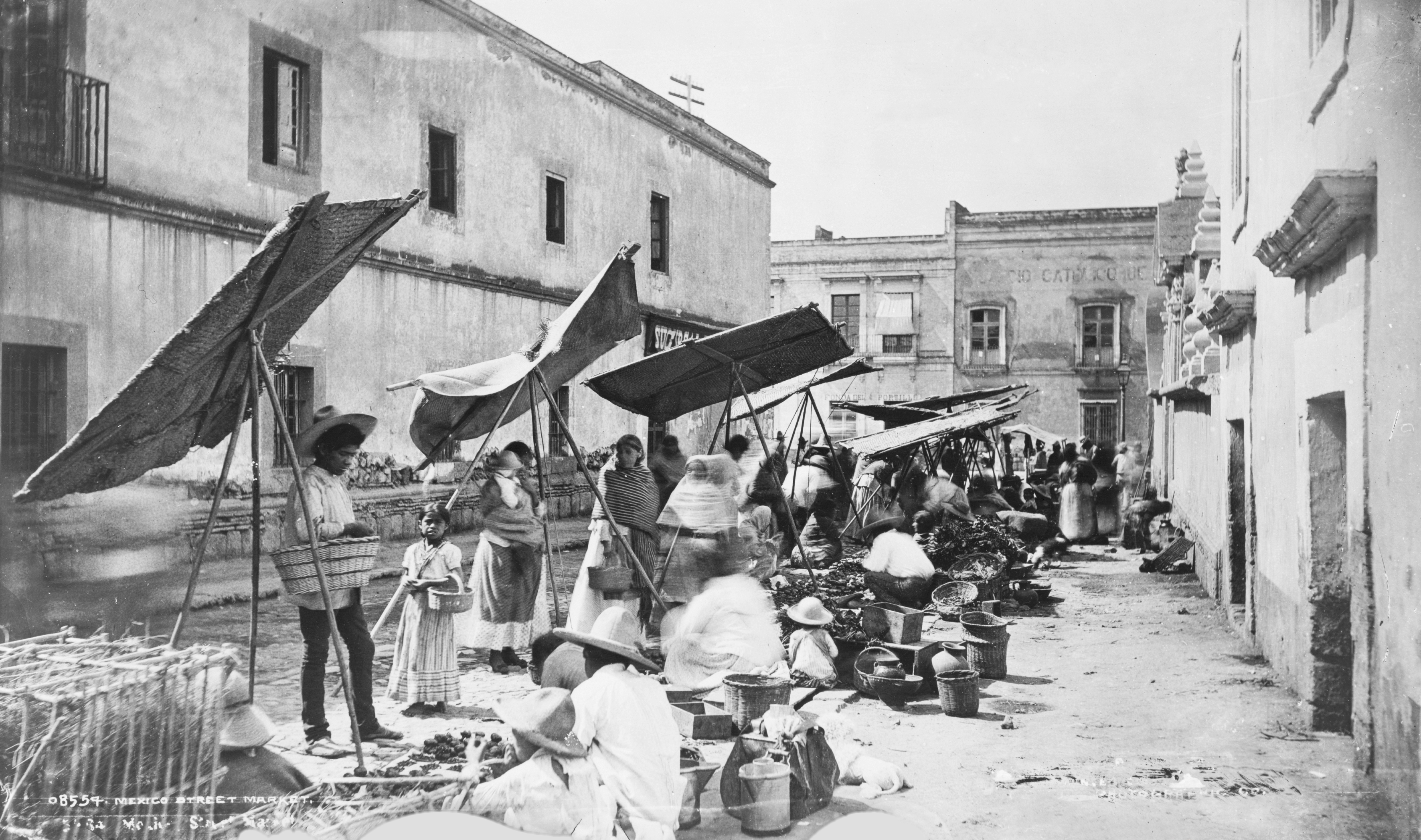
Pouliční trh, Mexico City, 1884–1885
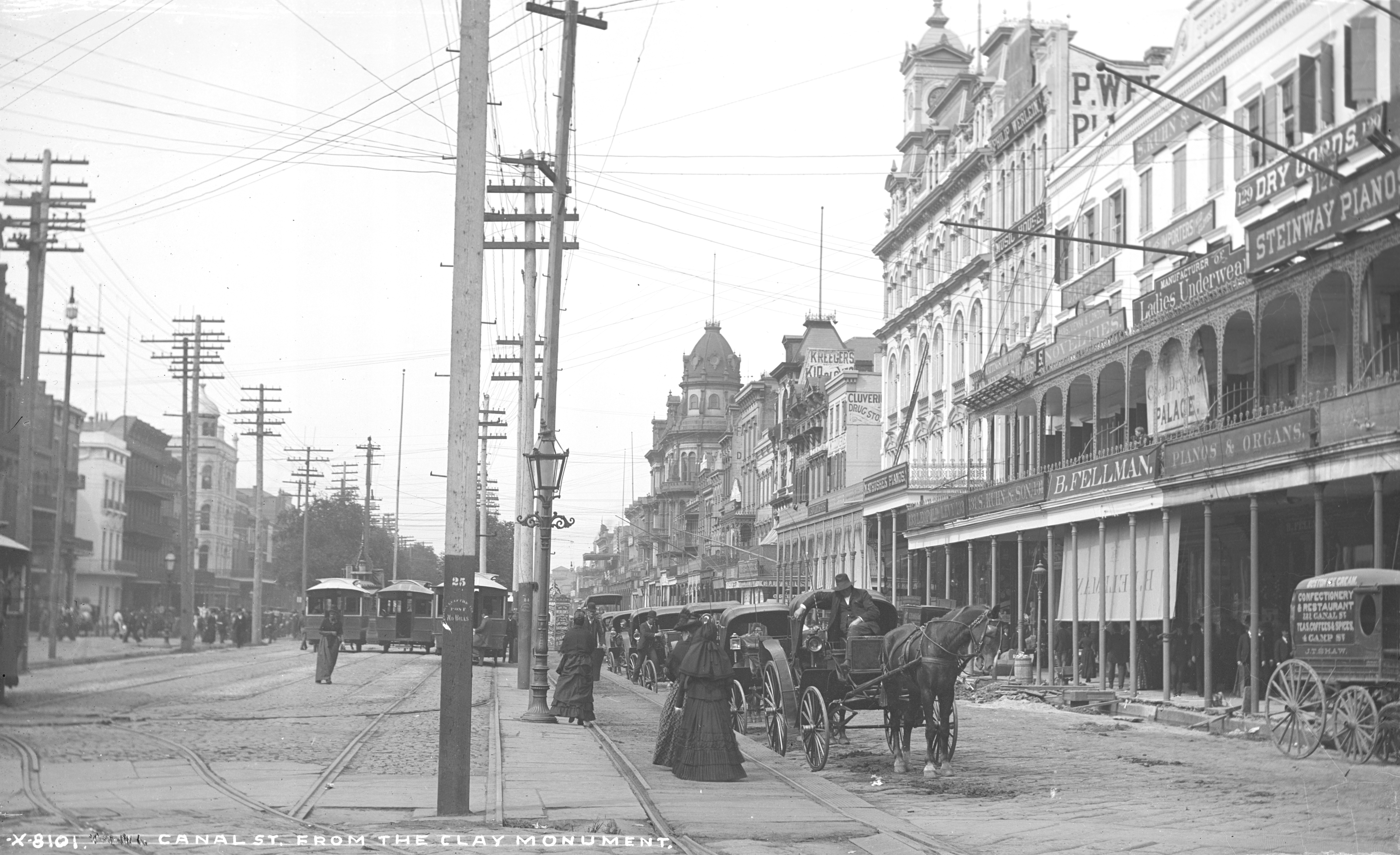
New Orleans in the 1890s: Canal Street from the Clay Monument
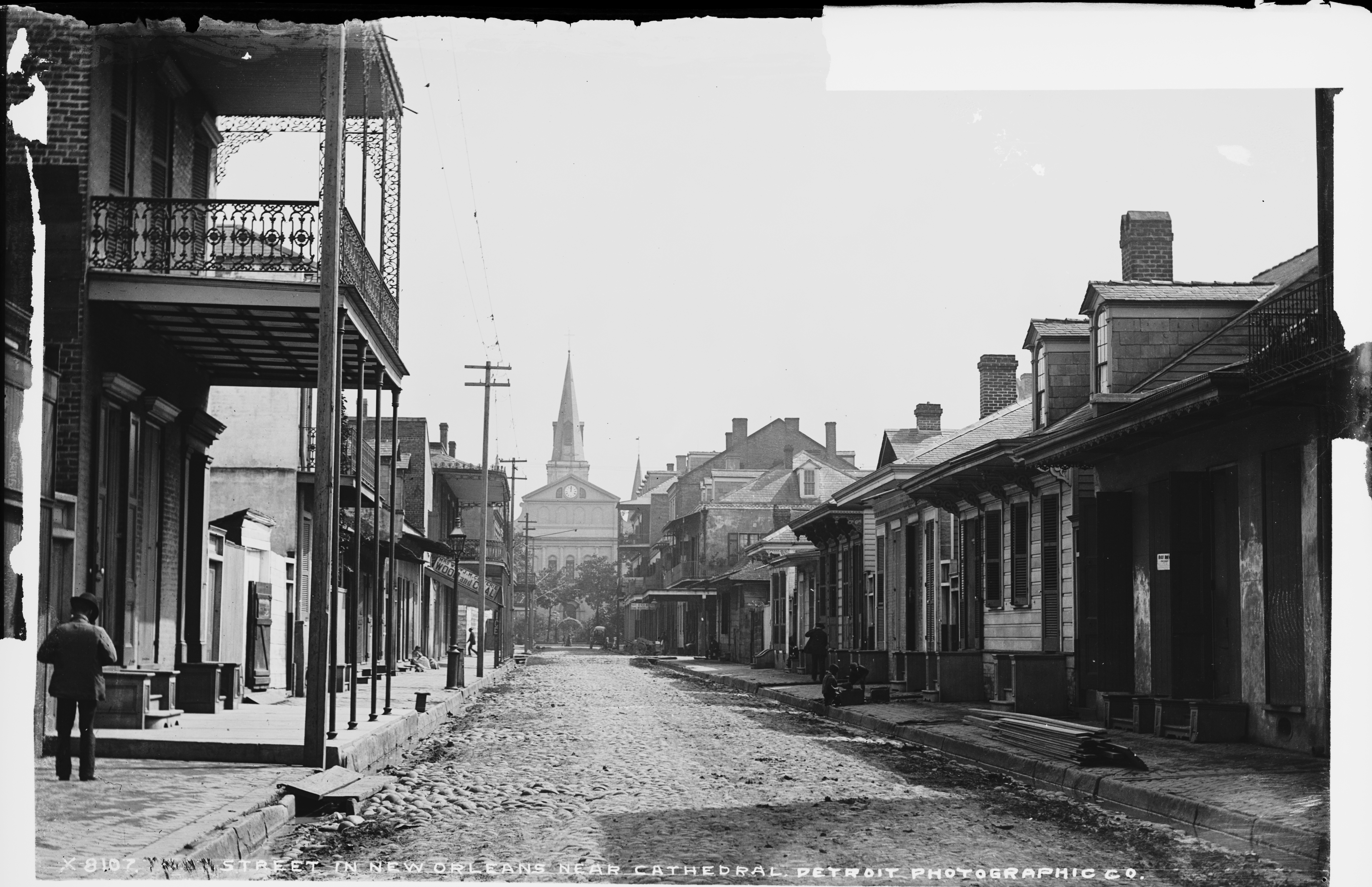
Ulice v New Orleans poblíž katedrály, mezi 1880 - 1897
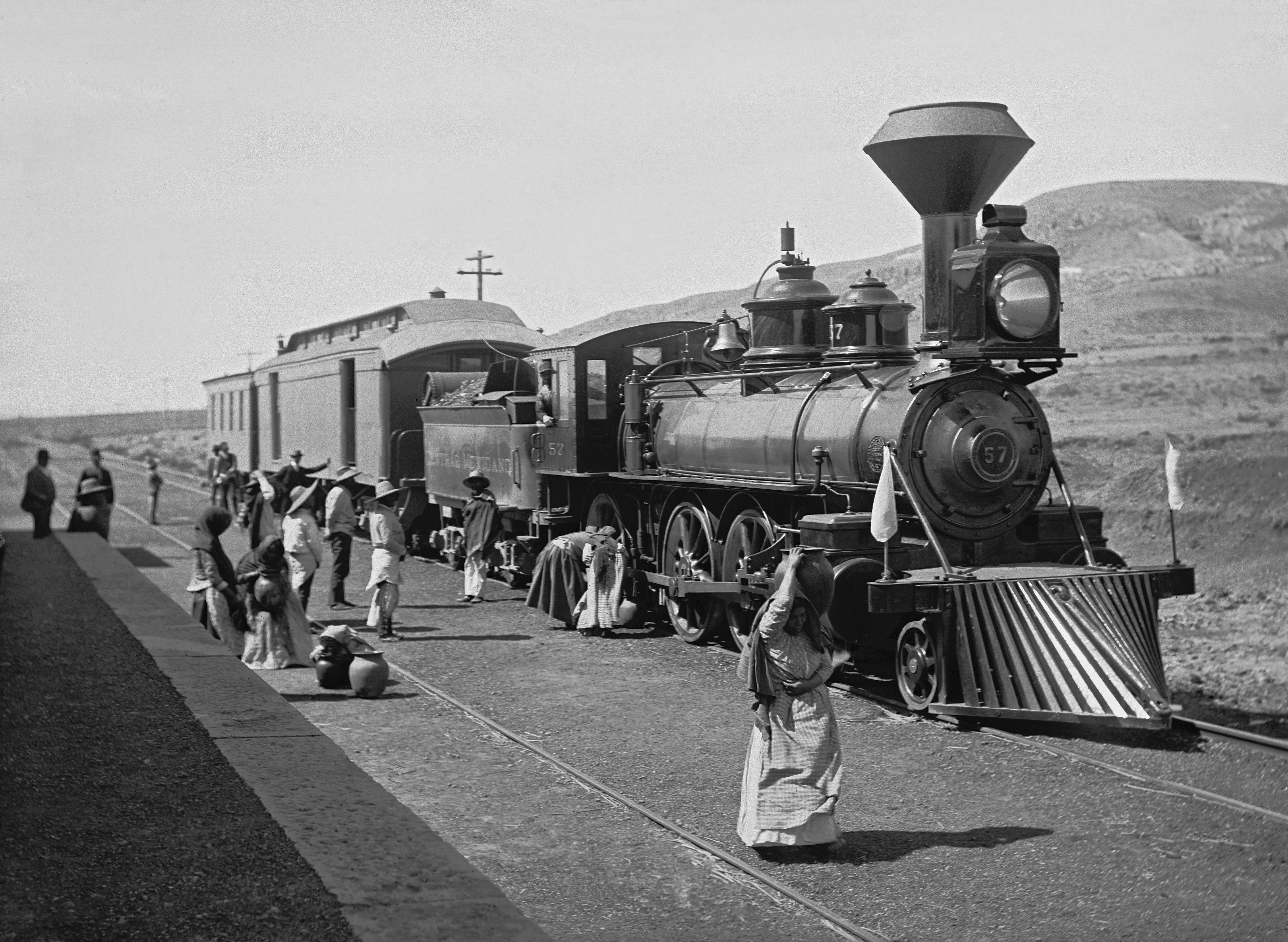
Vlak společnosti Mexican Central Railway ve stanici, Mexiko
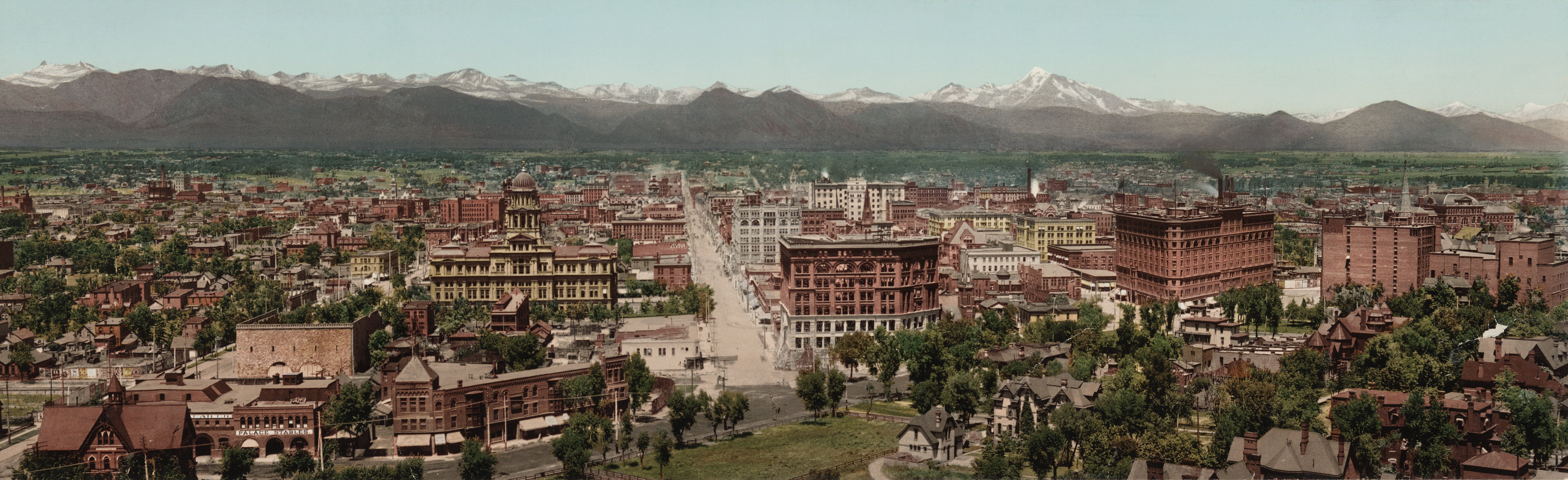
Denver, Colorado, panoramatická fotografie, 1898
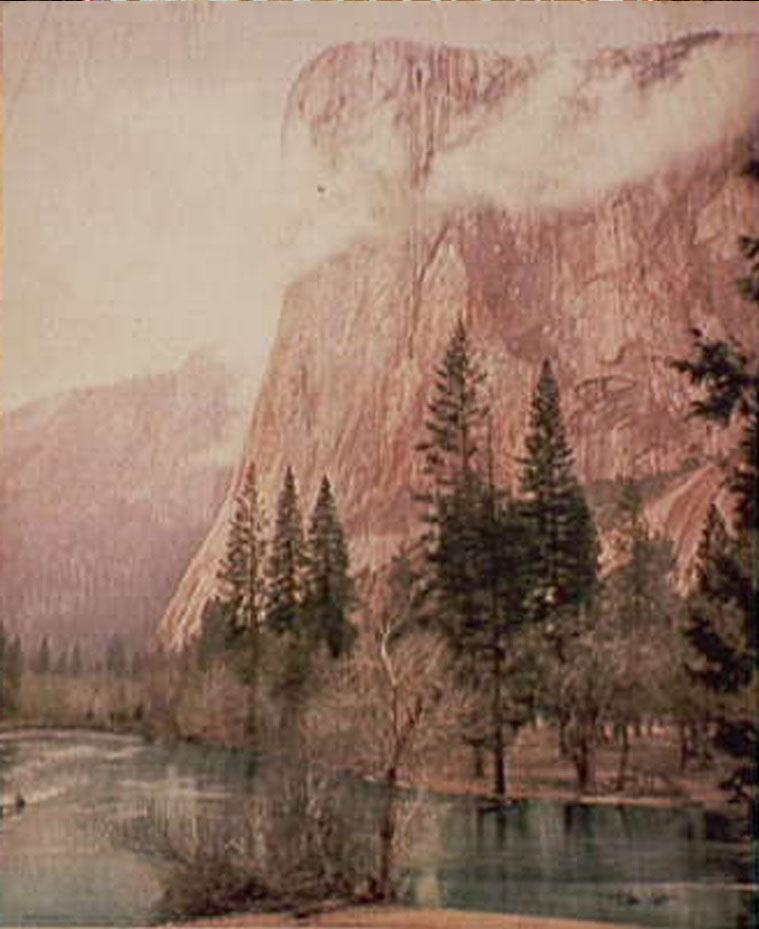
El Capitan, Yosemitský národní park, 1899
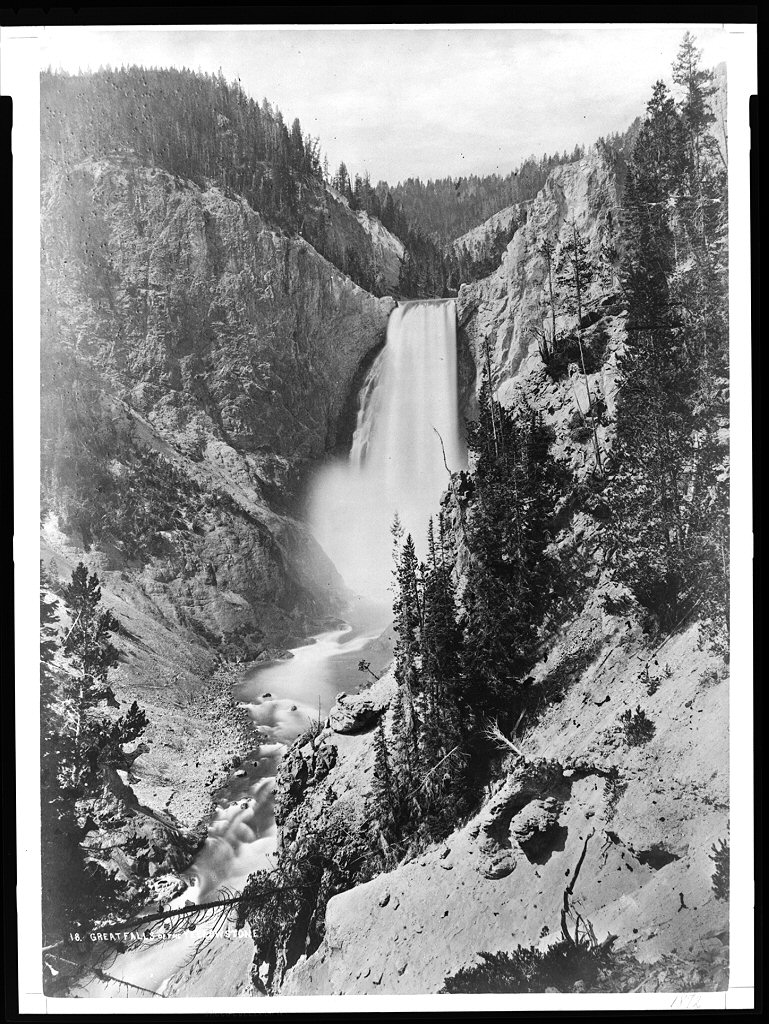
Lower Yellowstone Falls, Haydenova expedice, 1871
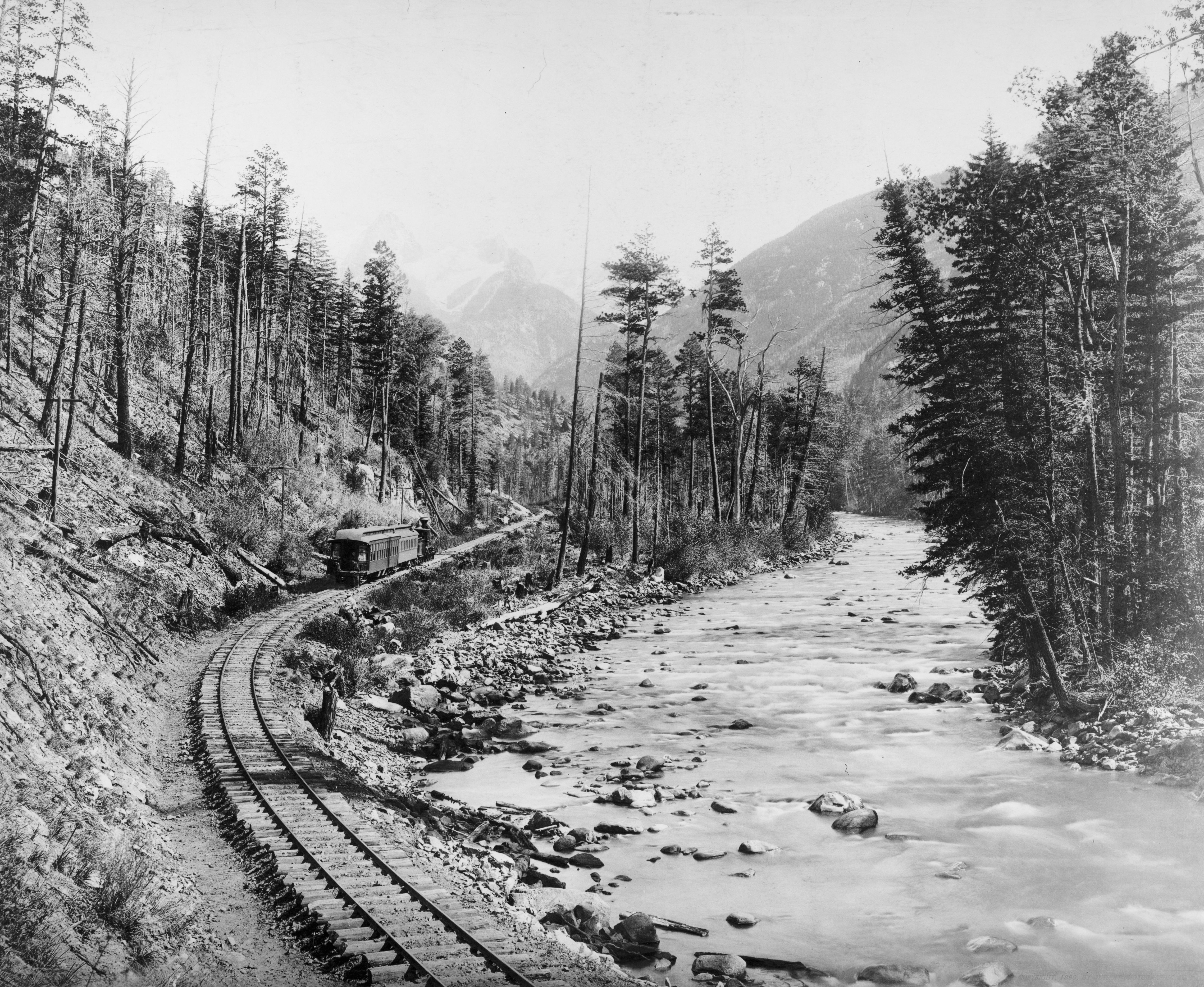
Colorado, Canon of the Rio las Animas, asi 1899
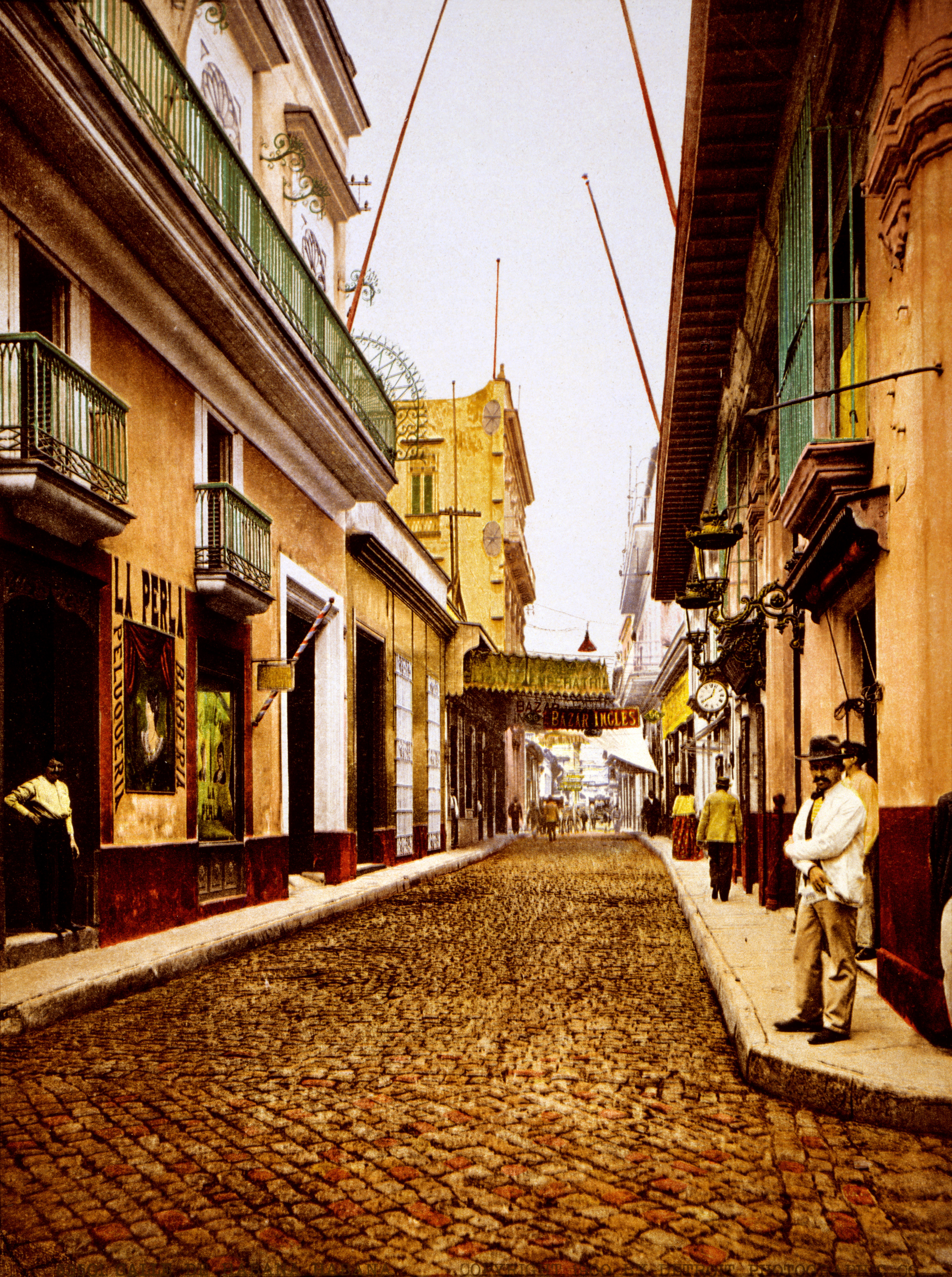
Calle de Habana, Habana, asi 1900
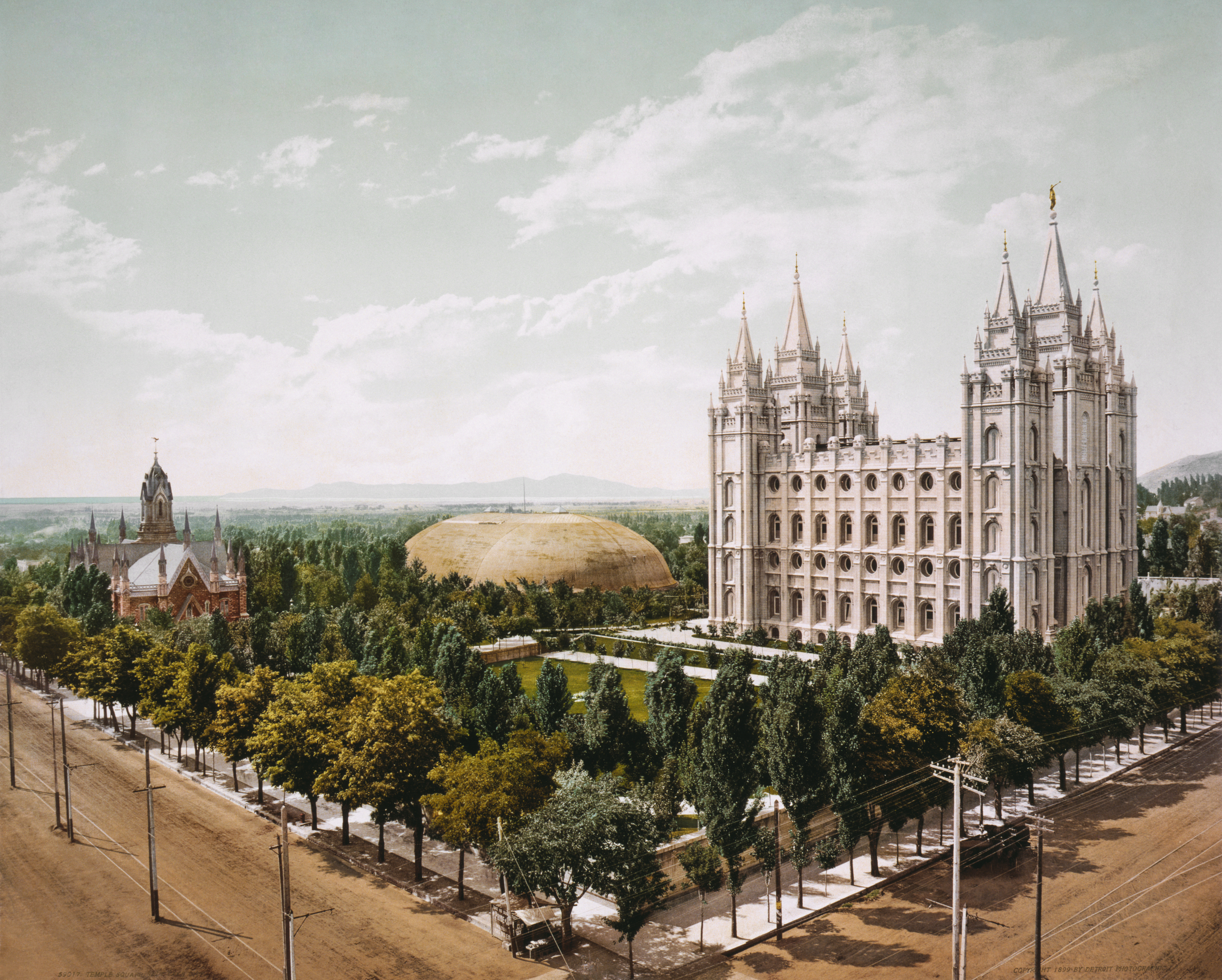
Temple Square, Salt Lake City, Utah, fotochrom
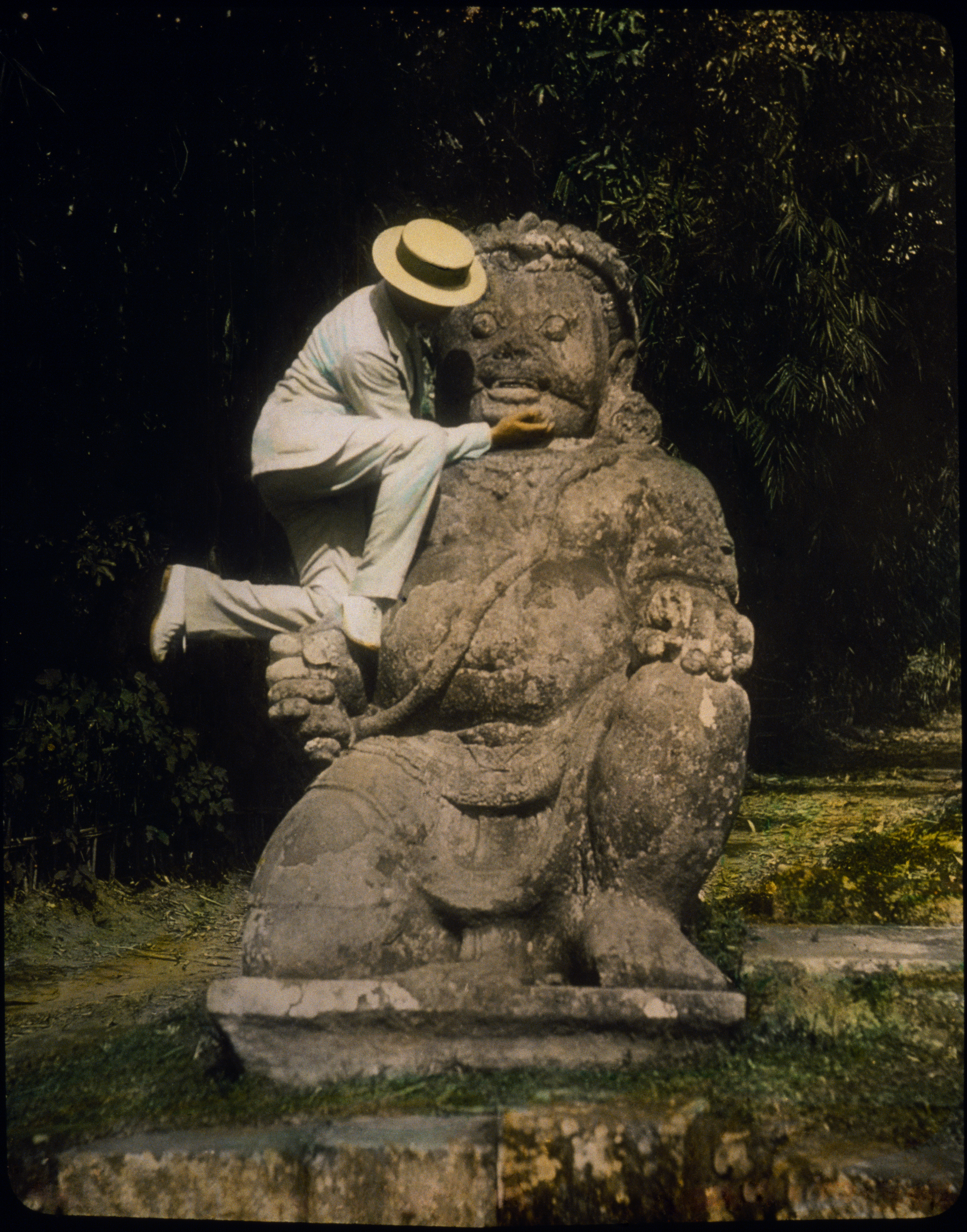
Ručně kolorovaná fotografie jedné ze soch Borobuduru, 1895